# エリ (アルバム)
『エリ』(Eli)は、オランダのミュージシャン、ヤン・アッカーマンとカズ・ラックスが連名で1976年に発表したスタジオ・アルバム。アッカーマンがフォーカスを脱退してから間もなく制作されたアルバムで、当時アッカーマンがソロ名義で所属していたアメリカのレーベル、アトランティック・レコードから発売された。

## 背景
アッカーマン、ラックス、それに一部の曲でドラムスを担当したピエール・ファン・デル・リンデンは、1968年にブレインボックスというバンドを結成して活動していた。またファン・デル・リンデンは、1961年にアッカーマンが結成したJohnny and his Cellar Rockersに在籍しており、さらに、1969年にブレインボックスを脱退してフォーカスのメンバーになったアッカーマンに誘われて、1971年から1973年までの2年間と1975年の数か月間にフォーカスで共に活動した。
また、当時トレースを率いていたキーボーディスト、リック・ファン・デル・リンデンも参加している。
「フェアリーテイル」はヤスパー・ファントフが提供した曲で、ファントフはジョージ・グランツと連名のアルバム『フェアリーテイル』（1979年）において、この曲を再演している。

## 反響・評価
母国オランダでは、1976年10月30日付のアルバム・チャートで初登場14位となり、その後2週にわたって4位となるヒットを記録して、Edison Award受賞を果たした。一方、アメリカではBillboard 200入りを逃す結果となった。

## 収録曲
特記なき楽曲はヤン・アッカーマンとカズ・ラックスの共作。
1. エリ - "Eli" - 4:24
2. ガーディアン・エンジェル - "Guardian Angel" - 4:55
3. トランキライザー - "Tranquillizer" (Jan Akkerman) - 4:15
4. キャント・フェイク・ア・グッド・タイム - "Can't Fake a Good Time" (Kaz Lux) - 5:20
5. ゼア・ヒー・スティル・ゴーズ - "There He Still Goes" - 3:44
6. ストリンドバーグ - "Strindberg" (J. Akkerman, K. Lux, Rick van der Linden) - 3:07
7. ウィングス・オブ・ストリングス - "Wings of Strings" (J. Akkerman) - 3:17
8. ネイキッド・アクトレス - "Naked Actress" - 5:44
9. フェアリーテイル - "Fairytale" (Jasper van 't Hof) - 3:45

## パーソネル
- ヤン・アッカーマン – ギター、ベース
- カズ・ラックス - ボーカル
- ヤスパー・ファントフ - キーボード
- リック・ファン・デル・リンデン（英語版） - キーボード
- ワーウィック・リーディング - ベース
- ピエール・ファン・デル・リンデン - ドラムス
- リシャール・デュボワ - ドラムス
- ネッピー・ノヤ - パーカッション
- マルグリート・エシュイス - バッキング・ボーカル
- マギー・マクニール - バッキング・ボーカル
- パトリシア・パーイ（英語版） - バッキング・ボーカル